# مدفع ذاتي الحركة

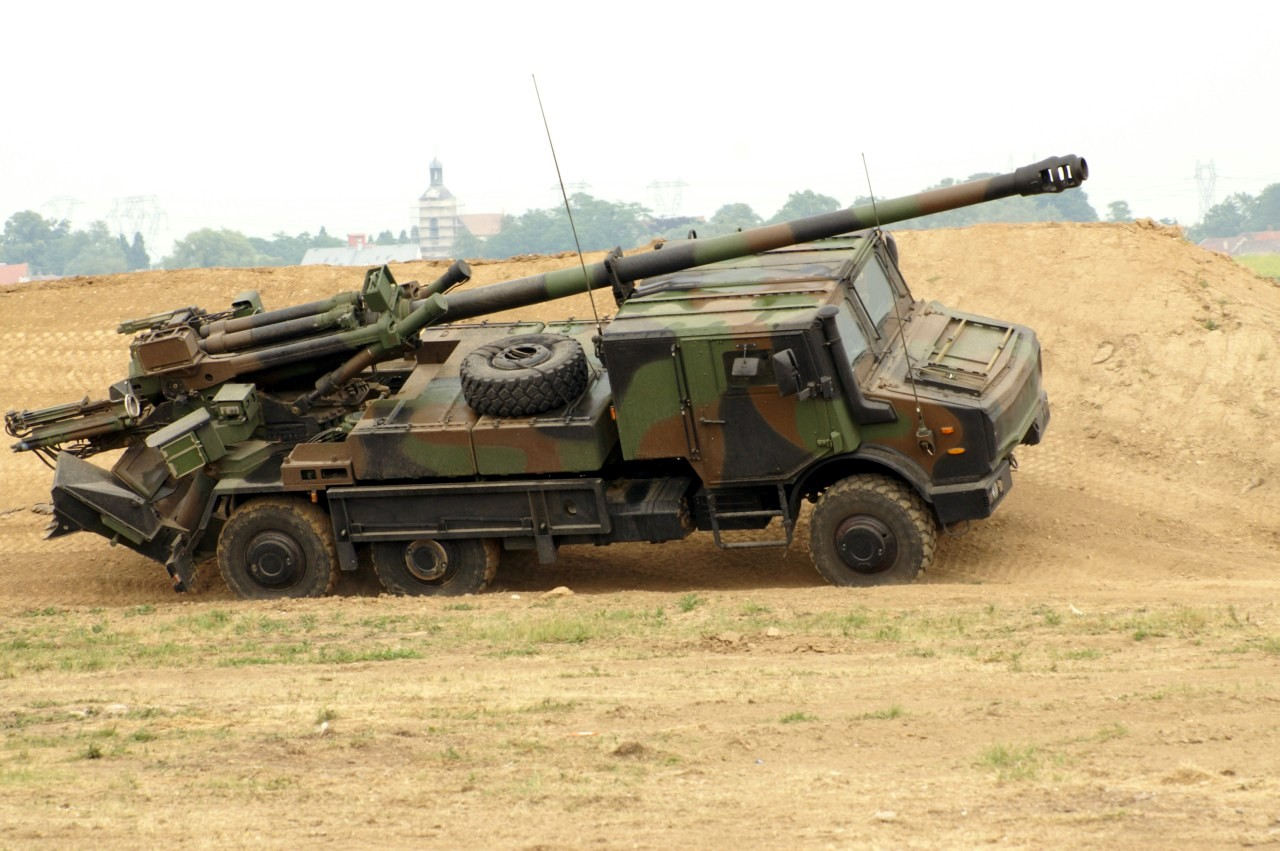
هاوتزر سيزار على هيكل يونيموغ سداسي العجلات.

مدفع ذاتي الحركة (بالإنجليزية: Self-propelled gun، ويُعرف اختصارًا SPG)، هو أحد أشكال المدفعية ذاتية الحركة، ويُستخدم حاليًا للإشارة لقطع المدفعية وخاصة تلك من طراز هاوتزر.

## نبذة
هي مركبات تسمح للمدفعية بأن تسير بصفة مستقلة على عكس المدفعية المقطورة وغالبًا ما تكون مركبة مجنزرة تحمل مدفعاً.